# Suimanga de Fülleborn
El suimanga de Fülleborn (Cinnyris fuelleborni) és un ocell de la família dels nectarínids (Nectariniidae).

## Hàbitat i distribució
Habita la vegetació de muntanya del centre i sud de Tanzània, Malawi, nord-est de Zàmbia i nord de Moçambic.

## Taxonomia
Ha estat considerat subespècie del suimanga del Kilimanjaro (Cinnyris mediocris) fins fa poc temps.